# دالپالان
دالپالان (کره‌ای: 달파란؛ زادهٔ کانگ کی یونگ در ۱۶ ژوئیه ۱۹۶۶) آهنگساز موسیقی فیلم و کارگردان موسیقی اهل کره جنوبی است. او بیشتر با همکاری موسیقی‌دان جانگ یونگ گیو کار می‌کند.

## فیلم‌شناسی
- برخی از آثار
- دروغ‌ها (۱۹۹۹)
- گارد ساحلی (۲۰۰۲) - دپارتمان موسیقی
- خوب، بد، عجیب (۲۰۰۸)
- عتیقه (۲۰۰۸)
- دریای زرد (۲۰۱۰) - دپارتمان موسیقی
- خط مقدم (۲۰۱۱)
- شمارش معکوس (۲۰۱۱)
- دزدان (۲۰۱۲)
- ترور (۲۰۱۵)
- شیون (۲۰۱۶)
- دوربین کلر (۲۰۱۷)
- معتقد (۲۰۱۸)
- تماس (۲۰۲۰)
- بازرس مخفی سلطنتی و جوی (۲۰۲۱)